# SN 2007kg
SN 2007kg – supernowa typu Ia odkryta 22 września 2007 roku w galaktyce A235837+6059. W momencie odkrycia miała maksymalną jasność 17,10m.